# Henschel/SSW Bo 50 t
Von der elektrischen Tagebaulokomotive Henschel/SSW Bo 50 t wurden bei Henschel und SSW in der Zeit von 1937 bis 1942 sechs bekannte Exemplare gefertigt. Sie wurden während der Produktionszeit von der Tagebaulokomotive KEL 3 (Bauform Henschel/SSW) abgeleitet und waren in verschiedenen Tagebaubetrieben für den Hilfsfahrdienst eingesetzt. Eine erhaltene Lokomotive befindet sich als Denkmal mit der letzten Bezeichnung 3-191/50-B2 in Möhlau.

## Geschichte

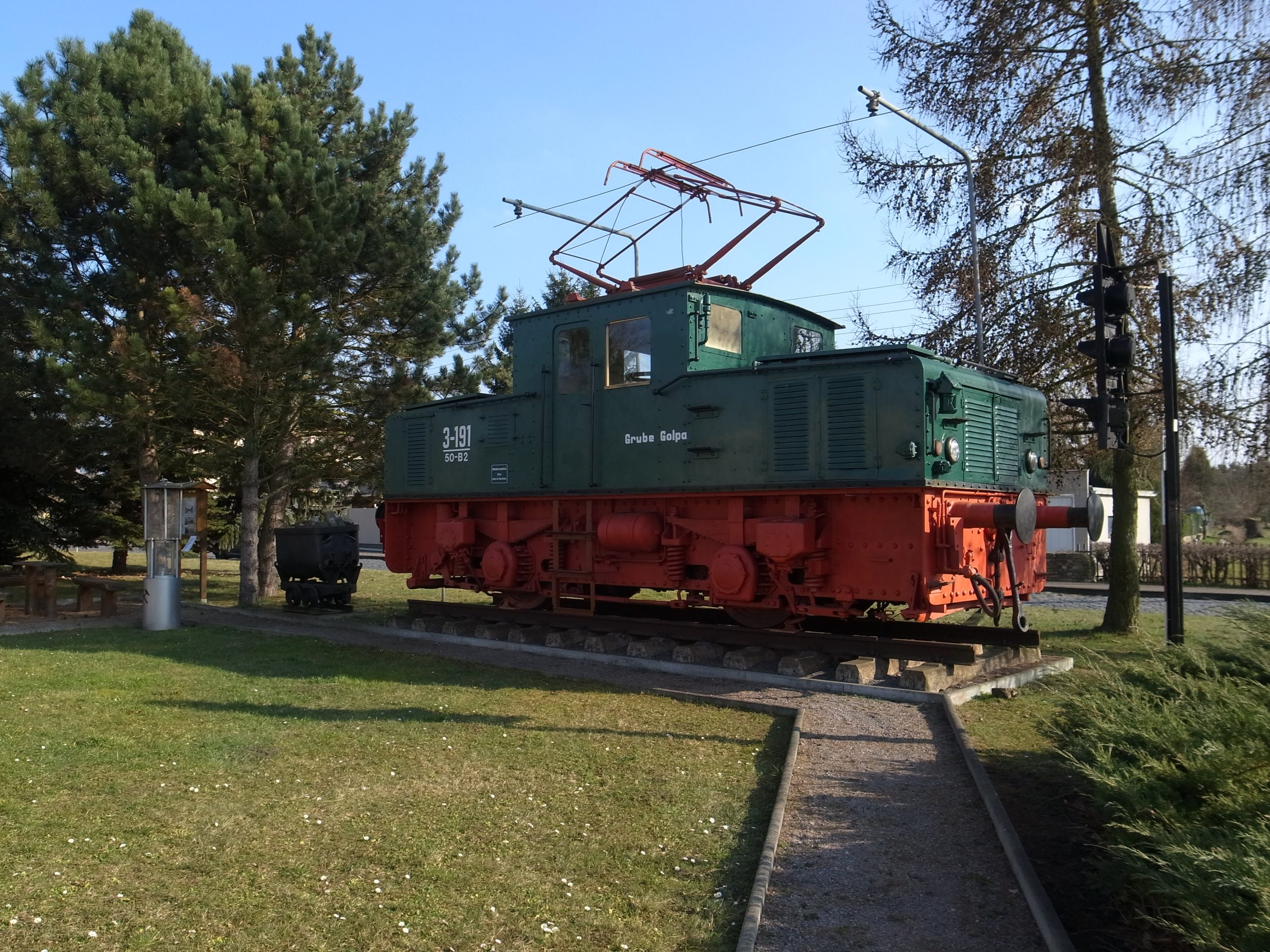
Lokomotive 3-191 2009 in Möhlau

### Tagebau Espenhain
An den Tagebau Espenhain wurden 1940 zwei Lokomotiven mit den Henschel-Fabriknummern 25419 und 25420 für die Strecken mit 1200 V Gleichspannung geliefert. Eingesetzt wurden diese hauptsächlich im Rangierdienst, mit Einschränkungen auch im Fahrdienst. Normalerweise wurden für derartige untergeordnete Dienste ältere, leistungsschwächere Lokomotiven und keine Neubauten verwendet.
Nach dem Zweiten Weltkrieg waren sie weiterhin im Tagebau Espenhain eingesetzt. Sie erhielten vom Fahrdienst den Beinamen Molli. Vermutlich wurden sie bis spätestens Ende der 1970er Jahre ausgemustert und verschrottet, als genügend Neubaulokomotiven in Form der Baureihe EL 2 verfügbar waren.

### Tagebau Geiseltal
Zwei Lokomotiven wurden 1942 von den Herstellern über die Beschaffer Reichselektrowerke an den Tagebau Golpa geliefert und erhielten die Nummern 131 (SSW 3770, Henschel 26183) und 132 (SSW 3771, Henschel 26184). Für Aufschlussarbeiten waren die beiden Lokomotiven während des Krieges gut geeignet. Sie kamen Ende der 1940er Jahre zum neuaufgeteilten Braunkohlekombinat Bitterfeld und erhielten die neuen Bezeichnungen 3-191/50-B2 (Lok 131) und 3-192/50-B2 (Lok 132). Die Lok 3-192 hatte im Jahr 1955 einen Auffahrunfall, ging aber im Dezember selben Jahres wieder in Betrieb. Zu dieser Zeit erhielten beide Lokomotiven seitliche Puffer und Zug- und Stoßeinrichtungen anstelle der Mittelpufferkupplung. Beide Lokomotiven erhielten für die bessere Sicht beim Rangieren in einer Gleisharfe eine Kanzel im rechten Seitenfenster.
Bestimmend für das lange Überleben der Loks war die Rohstoffknappheit in der DDR. Die Lokomotiven der Baureihe EL 2 waren für untergeordnete Dienste nicht abkömmlich, daher wurden die Henschel-Lokomotiven anstatt einer zweiachsige Diesellok verwendet. Die Lokomotive 3-192 gelangte in den 1980er Jahren in den Tagebau Geiseltal und versah dort bis 1989 ihren Dienst. Danach wurde die Lokomotive verschrottet.
Die Lokomotive 3-191 blieb in Bitterfeld. Zur Verbesserung der Seitensicht für den Lokführer wurden in den 1980er Jahren die seitlichen Stromabnehmer entfernt. Sie wurde in der Zeit auch auf zahlreichen Ausstellungen gezeigt, so 1987 in Wolfen. In den 1990er Jahren wurde die Lok im Bergbaumuseum Ferropolis ausgestellt. Nach der Auflösung der Fahrzeugausstellung dort wurde sie ab 2008 in der Gemeinde Möhlau als Denkmal aufgestellt, zur Erinnerung an die dortige ehemalige Brikettfabrik.

## Technik
Die Industrielokomotiven hatten einen mittleren Führerstand, die Achsfolge Bo' und beidseitig Vorbauten. Sie hatten die in Espenhain üblichen Sonnenschutzscheiben. Mechanisch sind sie von den Mittelteilen der Tagebaulokomotive KEL 3 Bauform Henschel/SSW abgeleitet, und wegen der erforderlichen beidseitigen Kuppelmöglichkeit etwas länger als diese. Dadurch wurde das Achsmaß um 300 mm vergrößert. Ersatzteile standen von den Henschel/SSW-Lokomotiven im Tagebau Deuben beziehungsweise den 100-t-Lokomotiven von Henschel-SSW im Tagebau Espenhain zur Verfügung. Die Lokomotiven besaßen eine Pufferbohle, die sowohl als Zug- und Stoßeinrichtung für Wagen mit Puffern bzw. mit Mittelpuffer geeignet waren.
Elektrisch entsprachen sie den größeren Lokomotiven von Henschel/SSW und waren zur Anlieferung mit einem Haupt-Stromabnehmer und jeweils in Fahrrichtung auf der rechten Seite mit einem Seiten-Stromabnehmer ausgerüstet. Der Haupt-Stromabnehmer konnte wegen der manchmal asymmetrischen Fahrdrahtlage pneumatisch bis zu 550 mm seitlich verschoben werden.